# It Wasn’t the Right Mountain, Mohammad

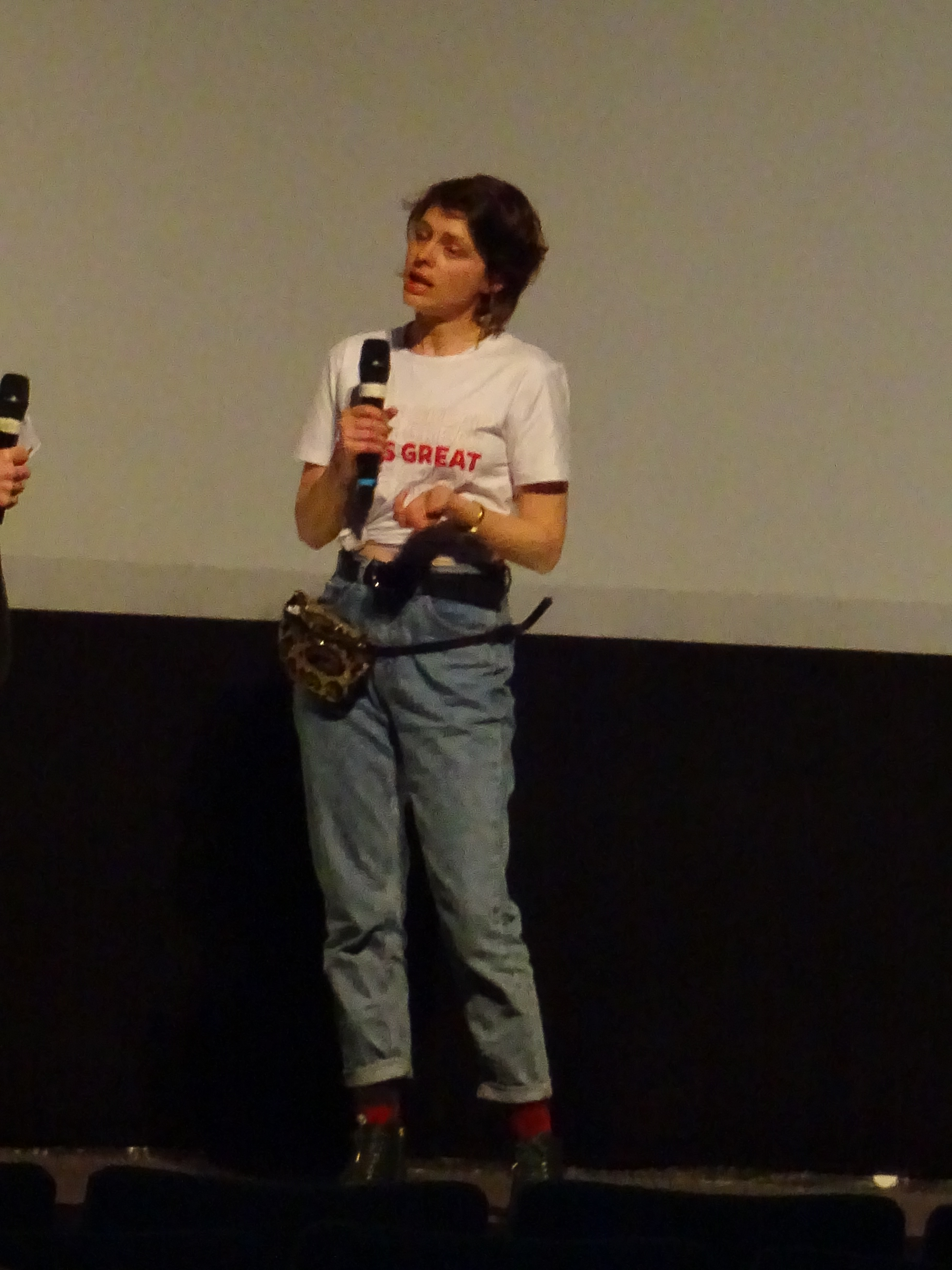
Mili Pecherer, Regisseurin von It Wasn’t the Right Mountain, Mohammad, 2020

It Wasn’t the Right Mountain, Mohammad ist ein französischer Computeranimationsfilm in 3D unter der Regie von Mili Pecherer aus dem Jahr 2020. Der Kurzfilm feierte am 24. Februar 2020 auf der Berlinale Weltpremiere. Er lief dort in der Sektion Berlinale Shorts und wurde zum Kandidaten für Europäischen Filmpreis in der Kategorie Bester europäischer Kurzfilm gewählt.

## Inhalt
Der Film verschränkt die biblische Geschichte von der Opferung Isaaks durch Abraham mit einer persönlichen Erfahrung.
Mili findet eine Flaschenpost von einem gewissen Mohammad, Sohn von Sabah. Ohne Gott um eine Gegenleistung zu bitten, dankt er ihm. Dies beeindruckt Mili, und sie macht sich auf die Suche. Sie übernimmt die Verantwortung für eine kleine Herde von Antilopen, die in einem kleinen Boot über das Meer segeln und schließlich an Land gelangen. Sie stehen für den Widder in der Opferungsgeschichte und kommen nach und nach zu Tode. Parallel dazu werden Abraham und Isaak auf dem Weg zur Opferung zum Berg Morijah gezeigt. Am Ende bleibt die Erkenntnis, dass niemand unschuldig ist.

## Hintergrund
Der Film wurde als 3D-Computeranimation erzeugt und benutzt eine an Computerspiele angelehnte Ästhetik.
Regie führte Mili Pecherer. Von ihr stammt auch die Konzeption des Films. Für die visuelle Gestaltung waren Alexis Hallaert und Mili Pecherer verantwortlich.
Produziert wurde der Film von Le Fresnoy Studio National des Arts Contemporains, Tourcoing, Frankreich; dort liegt auch die Zuständigkeit für den Weltvertrieb.
Der Kurzfilm feierte am 24. Februar 2020 auf der Berlinale Weltpremiere und lief dort in der Sektion Berlinale Shorts.

## Auszeichnungen
Berlinale 2020: Gewählt zum Kandidaten für Europäischen Filmpreis in der Kategorie Bester europäischer Kurzfilm